# Zhai Xiaochuan
Dans ce nom, le nom de famille, Zhai, précède le nom personnel.
Zhai Xiaochuan (en chinois : 翟晓川), né le 24 mars 1993, dans la province du Hebei, en République populaire de Chine, est un joueur de basket-ball chinois, évoluant au poste d'ailier.

## Palmarès
- Champion d'Asie 2015